# Tephrosia filipes
Tephrosia filipes är en ärtväxtart som beskrevs av George Bentham. Tephrosia filipes ingår i släktet Tephrosia och familjen ärtväxter.

## Underarter
Arten delas in i följande underarter:
- T. f. longifolia
- T. f. filipes
- T. f. latifolia